# Аполлонова балка
Аполлонова балка — балка на Корабельной стороне Севастополя в Нахимовском районе, к востоку от Павловского мыса рядом с Военно-морским госпиталем ЧФ РФ (1472 ВМКГ).
Балкой проходят несколько улиц. Самой крупной является улица Розы Люксембург. Мощеная мостовая ее часть примечательна своей крутизной: тротуар вдоль нее пришлось заменить на ступени. Вся балка — это беспорядочное скопление маленьких, побеленных домиков.
Улица Чесменская пересекает всю застройку по дну балки, достаточно узкая (лишь местами ширина ее достигает 3-х метров) и вовсе недоступна для транспорта. Виной здесь не только крутизна склон, но и то, что по улице проходит мощеная брусчаткой канава для стока ливневых вод. Влево и вправо отходят безымянные переулки, где трудно разойтись двум встречным пешеходам.
Балка выходит к Аполлоновой бухте. На берегу бухты построен причал, на котором останавливается городской катер в бухте Голландия и Инкермана, или в обратном направлении до Графской пристани.

## Из истории

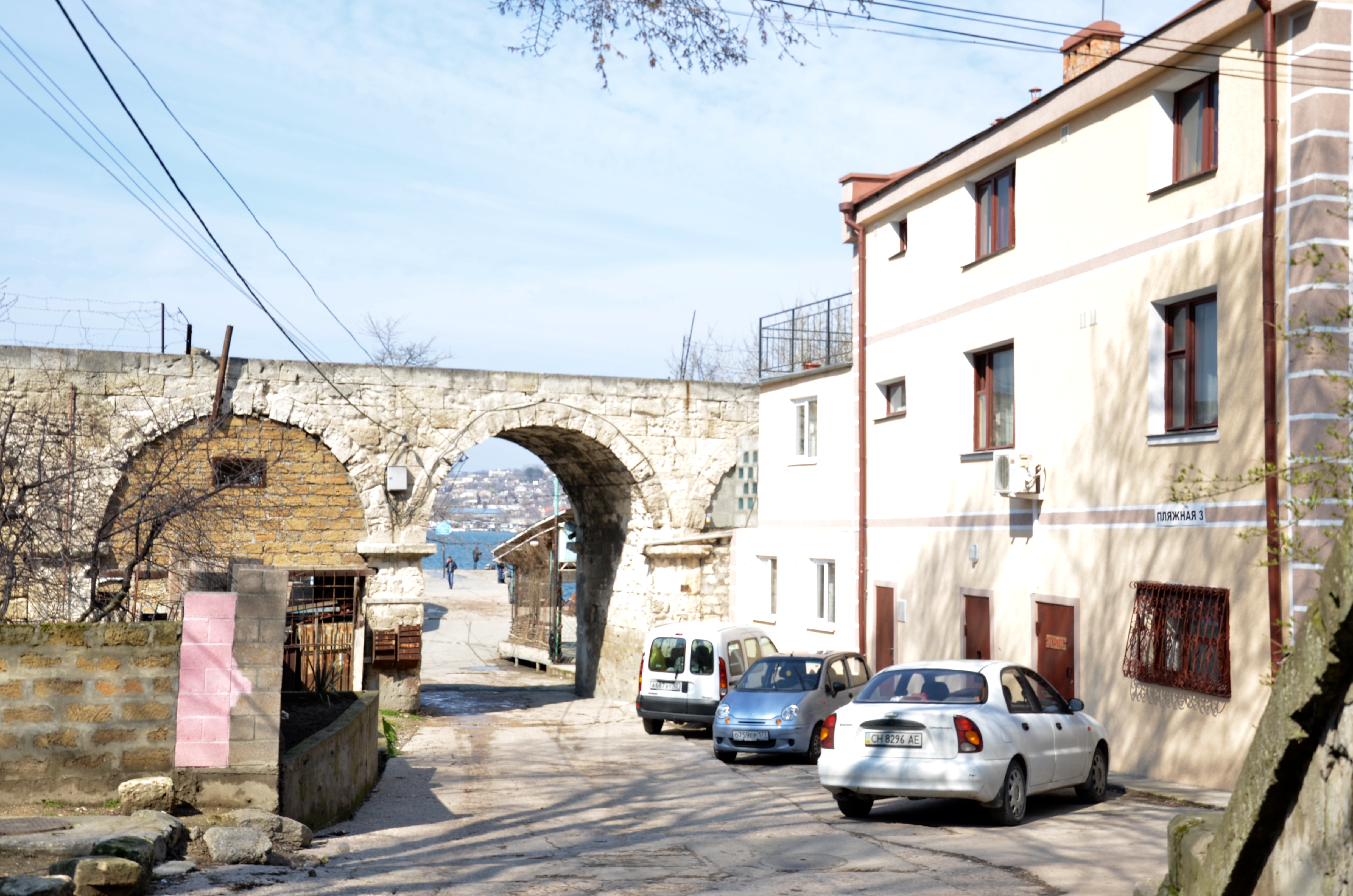
Акведук 19 века

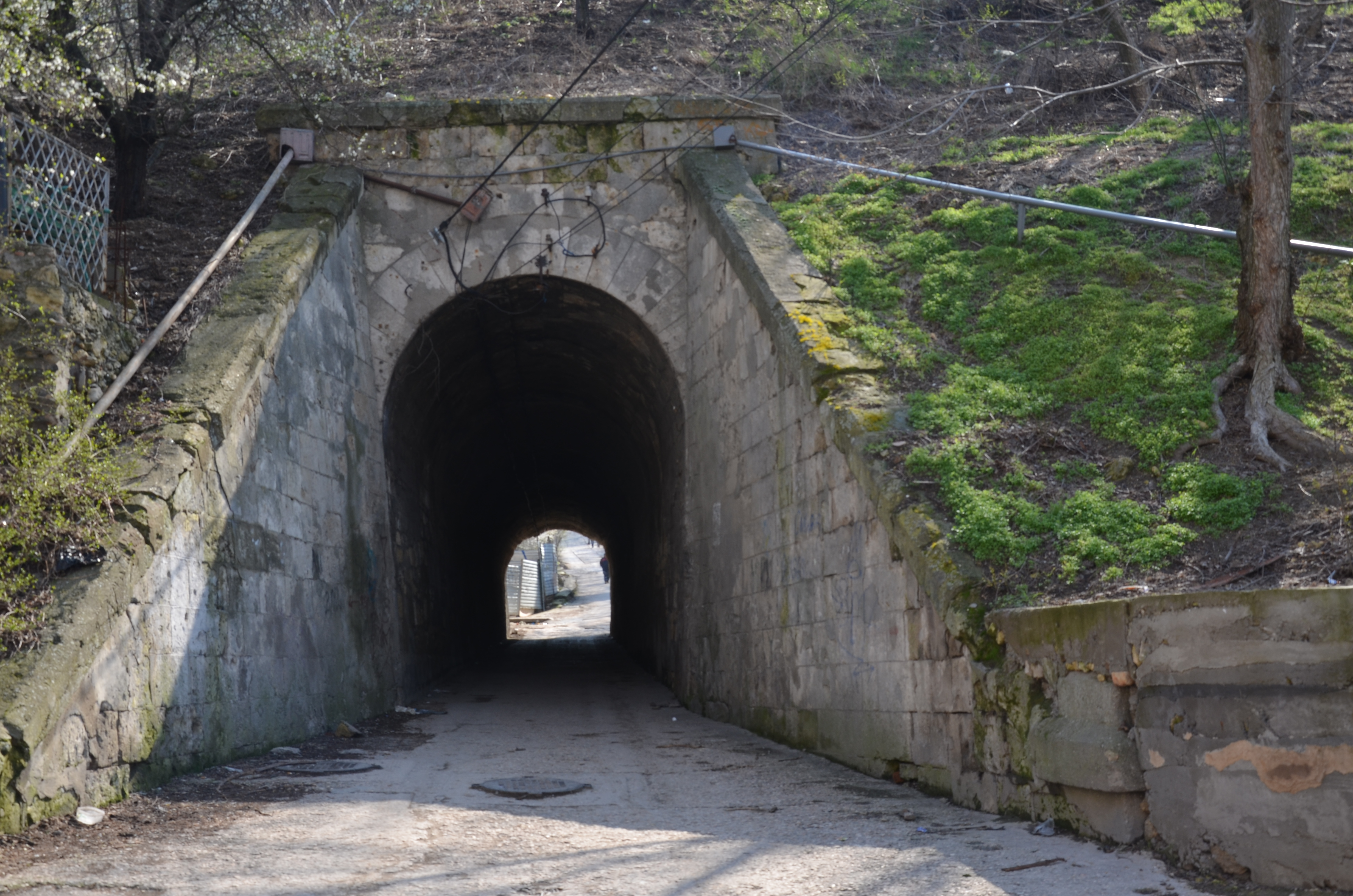
Тоннель под железной дорогой в Аполлоновой балке

В конце 1880-х — в начале 1890-х годов в этой балке были построены пищевой магазин (продовольственный склад) сухопутного ведомства, небольшая батарея № 5, склад боеприпасов и доходный дом. Это хозяйство сухопутного ведомства в подчинении полковника Аполлона Гальберга. Низшим чинам и жителям Корабельной слободки гораздо проще было запомнить не фамилию, а имя этого офицера. Отсюда и пошло название балки.
Главной исторической достопримечательностью балки есть остатки лазаревского водопровода 19 столетия. Водопровод строился по проекту инженера Джона Уптона, строительство велось с 40-х годов и завершилось в 1853. Вода поступала из Черной реки, водозабор был возле с. Чоргунь (ныне Чернореченское). Его длина составляла 18 км. Главной задачей было обеспечить пресной водой сухие доки Лазаревского адмиралтейства. Деревянные корпуса кораблей быстро съедали корабельные черви, бороться с которыми можно было только пресной водой. Акведук пострадал во время Крымской войны, другая его часть была разобрана во время строительства железной дороги в 70-х годах 19 века. Сейчас от него остались только фрагменты, один из которых сохранился в Аполлоновой балке. Сохранилось 10 пролетов, но 8 из них заложено и используются как хозяйственные постройки для близлежащих домов.
В 1870-х сквозь балку проложена железная дорога, построенная на насыпи. Под железной дорогой создан узкий тоннель.
По мнению некоторых исследователей, российский писатель Александр Грин использовал в своих рассказах описательную сторону домиков в Аполлоновой балке, мир ее улочек, учет жителей.
В скромном домике на одной из улиц балки в 1894 году родился исследователь Арктики И. Д. Папанин. Здесь он жил до 1915 года, учился в школе на Корабельной стороне.
В сквере на Корабельной стороне установлен памятник. Д. Папанину. Его бюст, увенчанный лавровым венком, вылепил советский скульптор Е. В. Вучетич. Архитектурная часть проекта выполнена севастопольцем В. М. Артюховим.

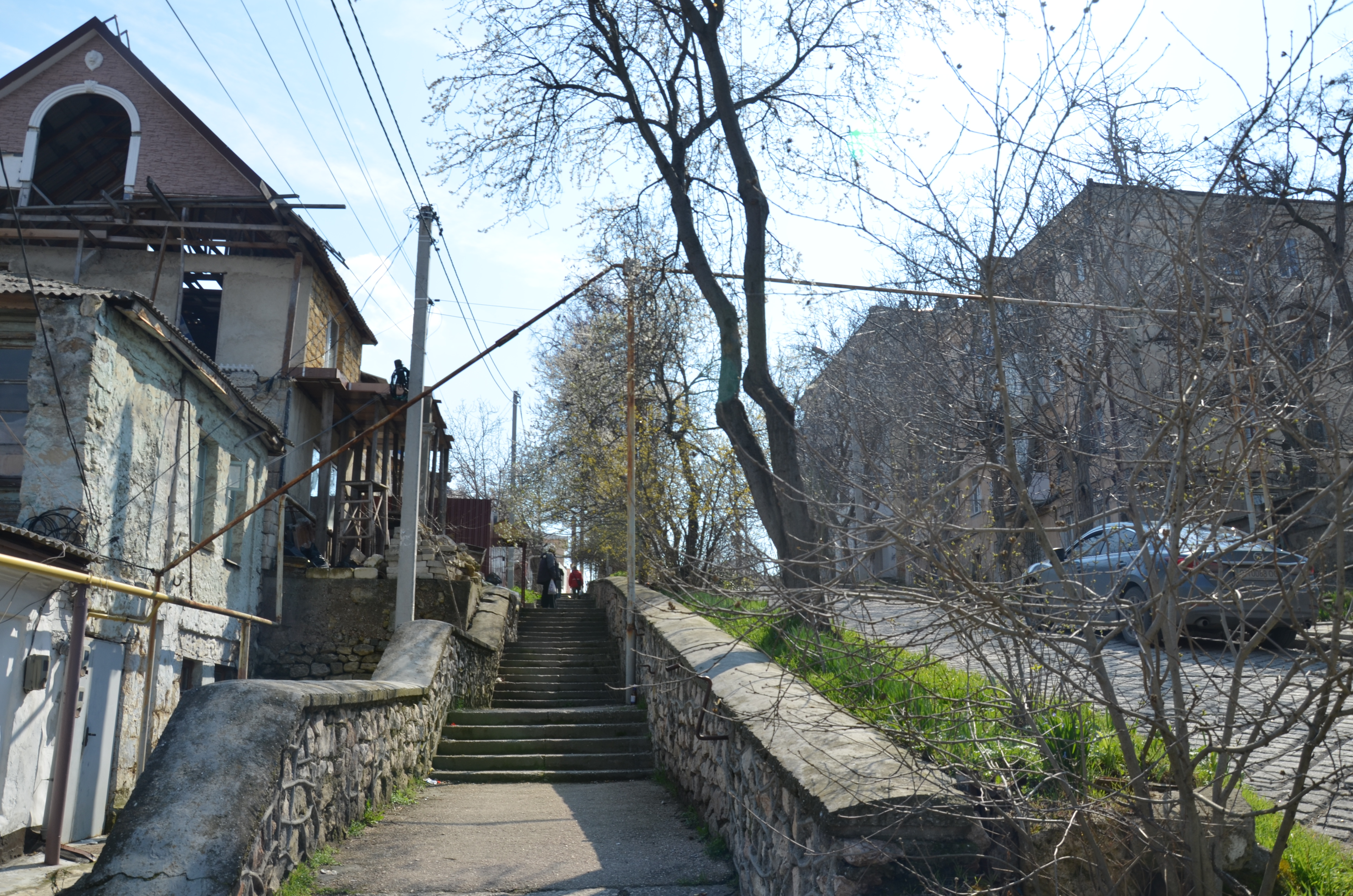
Сходы
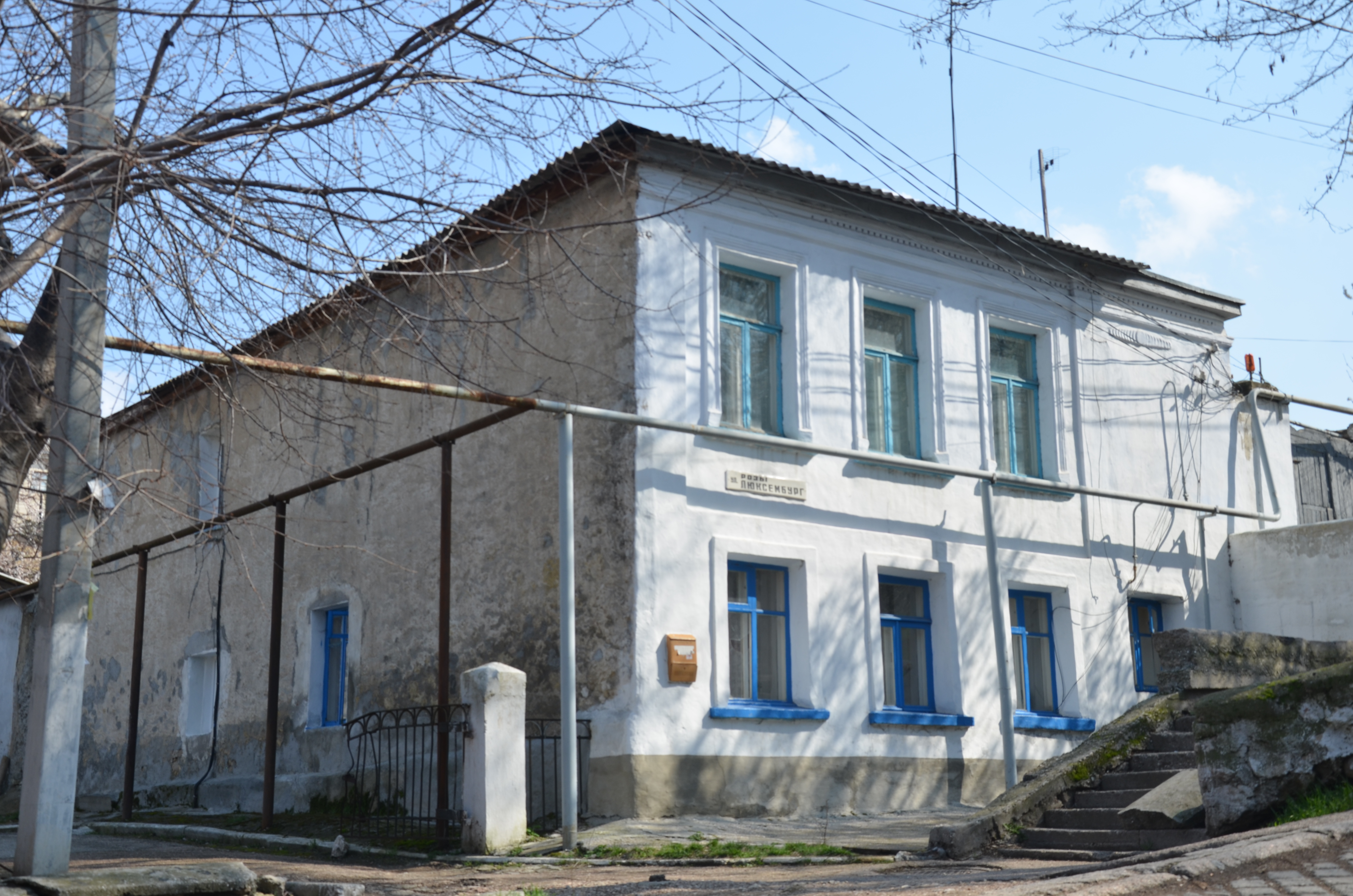
Старый беленький домик. Такие дома описаны в произведениях Александра Грина
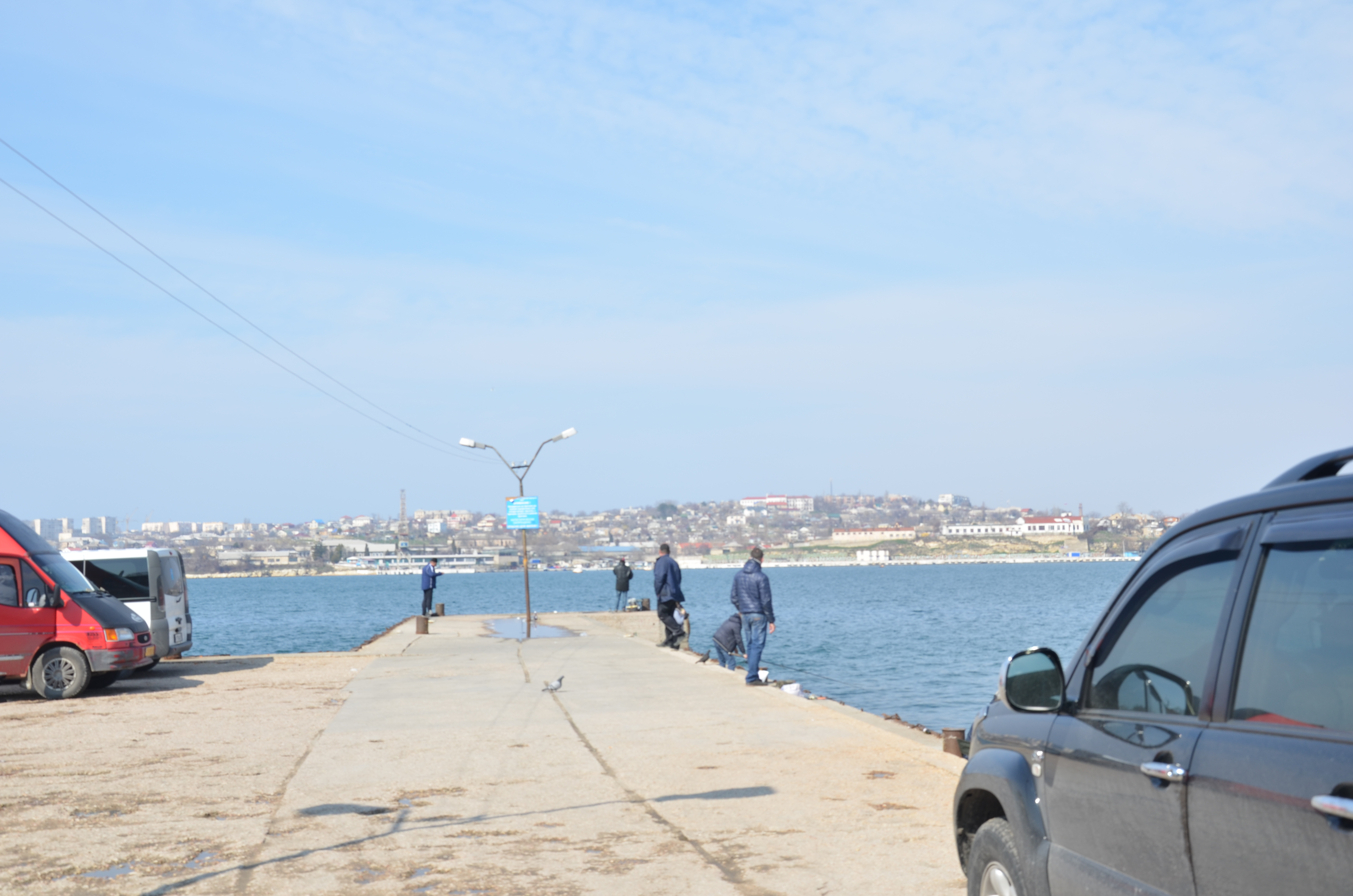
Причал
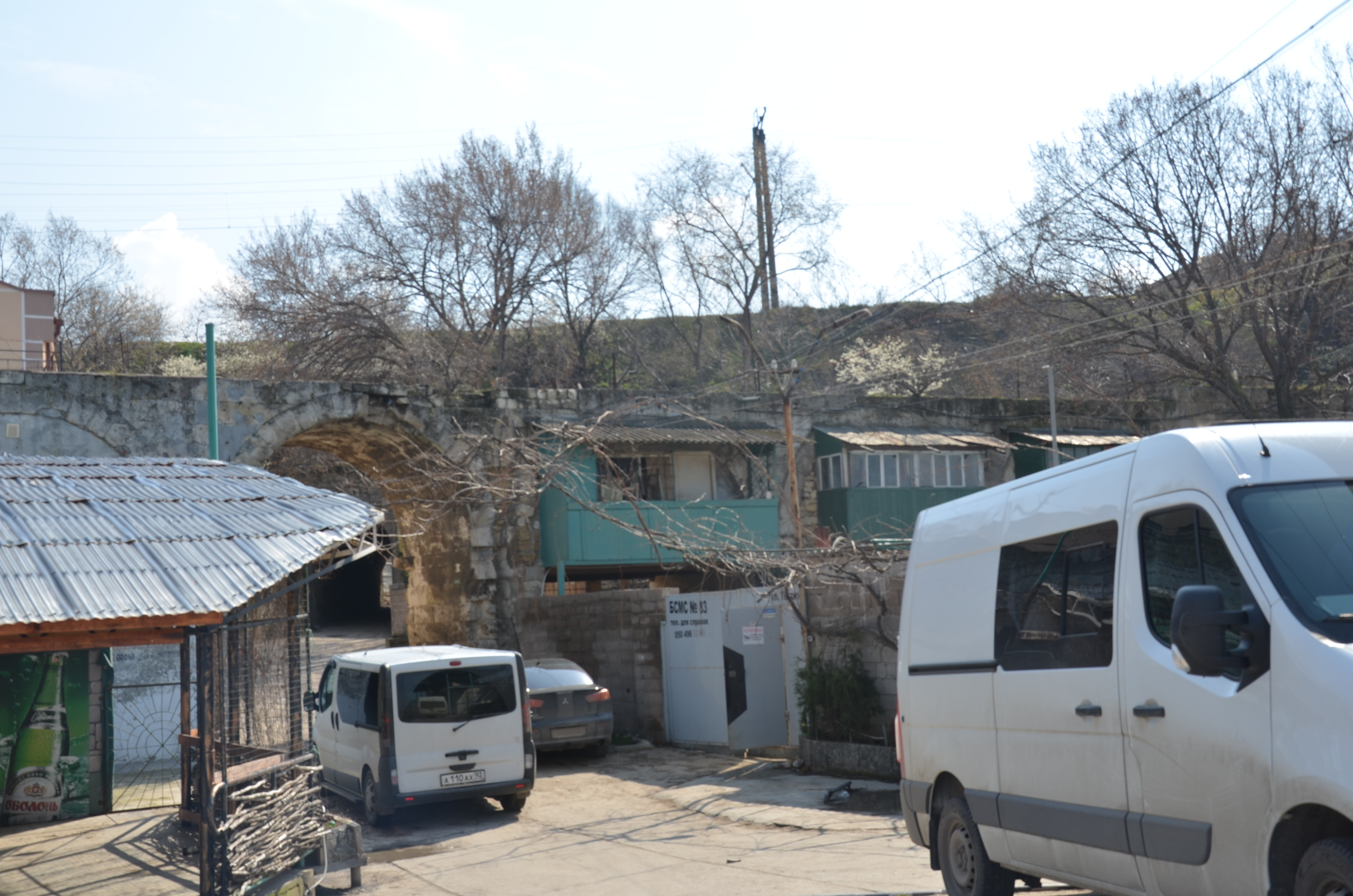
Местные жители используют старый акведук под хозяйственные нужды